# Omegalebra bifurcata
Omegalebra bifurcata är en insektsart som beskrevs av Irena Dworakowska 1994. Omegalebra bifurcata ingår i släktet Omegalebra och familjen dvärgstritar.
Artens utbredningsområde är Venezuela. Inga underarter finns listade i Catalogue of Life.